# Lekcjonarz 20
Lekcjonarz 20 (według numeracji Gregory-Aland), oznaczany przy pomocy siglum ℓ 20 – rękopis Nowego Testamentu pisany uncjałą na pergaminie w języku greckim z XI wieku. Służył do czytań liturgicznych.

## Opis rękopisu
Kodeks zawiera wybór lekcji z Ewangelii do czytań liturgicznych, na 17 pergaminowych kartach (29,5 cm na 24 cm). Jest ornamentowanym rękopisem, część kart kodeksu zaginęła. Stosuje noty muzyczne (neumy), by ułatwić podczas czytań liturgicznych. Lekcje pochodzą z Ewangelii Jana, Mateusza i Łukasza.
Tekst rękopisu pisany jest dwoma kolumnami na stronę, 22 linijek w kolumnie.

## Historia
Według kolofonu rękopis został sporządzony w 1047 roku, przez Onezyma. W 1633 roku nabył go William Laud. Rękopis badał w niektórych partiach John Mill (jako Laud. 4) oraz Johann Jakob Griesbach.
Obecnie przechowywany jest w Bodleian Library (Laud. Gr. 34) w Oksfordzie.
Rękopis jest rzadko cytowany w naukowych wydaniach greckiego Novum Testamentum Nestle-Alanda (UBS3).